# Joël Lautier
Joël Lautier (* 12. dubna 1973 Scarborough, Ontario, Kanada) je bývalý francouzský šachista.
Po otci je kanadského a po matce japonského původu, od devíti let žil v Paříži a připravoval se v klubu Cercle Caïssa, v roce 1986 vyhrál mistrovství světa mládeže v šachu a v roce 1988 mistrovství světa juniorů v šachu. V patnácti letech se stal mezinárodním mistrem a v sedmnácti velmistrem. V roce 2002 dosáhl svého nejvyššího hodnocení Elo: 2687 bodů. V letech 2004 a 2005 se stal šachovým mistrem Francie. Podařilo se mu dosáhnout pozitivní bilance s mistrem světa Garrim Kasparovem. Zúčastnil se šesti šachových olympiád, v roce 2001 získal s francouzským týmem stříbrnou medaili na mistrovství Evropy v šachu družstev. S klubem De Variant Breda se stal v letech 1998, 1999, 2000, 2001 a 2006 vítězem nizozemské Meesterklasse. V roce 2001 postoupil do čtvrtfinále turnaje kandidátů, kde ho vyřadil Vasyl Ivančuk. V roce 2006 oznámil, že odchází ze světa vrcholového šachu, aby se mohl soustředit na podnikatelské aktivity (provozuje rusko–francouzskou obchodní firmu).
V roce 1997 se oženil s moldavskou šachistkou Almirou Skripčenkovou, rozvedli se v roce 2002. Byl předsedou Asociace šachových profesionálů a místopředsedou Francouzské šachové federace. Kromě šachů vyniká i ve hře šógi.